# کلیشی، او-دو-سن
شهر کلیشی، او-دو-سن (به فرانسوی: Clichy, Hauts-de-Seine) در شهرستان او-دو-سن در ناحیه ایل-دو-فرانس با جمعیت ۵۷٬۱۶۲ نفر در کشور فرانسه واقع شده‌است.
دفتر مرکزی شرکت‌های بیک و لورال در این شهر قرار دارند.